# Prospekt Vernadskogo (stanice metra v Moskvě)
Prospekt Vernadskogo (rusky Проспе́кт Верна́дского) je stanice moskevského metra na Sokolničeské lince. Svůj název má podle blízké ulice (prospektu). Lze zde přestoupit na stejnojmennou stanici na lince Bolšaja kolcevaja.

## Charakter stanice
Stanice je hloubená, mělce založená, s ostrovním nástupištěm a sloupová. Má jeden výstup, který vychází ze severního konce nástupiště a vede po pevném schodišti do podpovrchového vestibulu. V něm je umístěna busta Vladimíra Ivanoviče Vernadského, ruského mineraloga, po němž byla pojmenována.
Nástupiště je provedené podle standardního projektu; s dvěma řadami celkem čtyřiceti uralským mramorem obložených sloupů. Na stěny za nástupištěm jsou pak použity jako obklad keramické dlaždice uspořádané do vodorovných pruhů, na podlahu několik druhů žuly.
Stanice byla otevřena 30. prosince 1963 jako součást úseku Universitet – Jugo-Zapadnaja.